# Olympische Sommerspiele 1968/Hockey
Bei den XIX. Olympischen Sommerspielen 1968 in Mexiko-Stadt fand ein Wettkampf im Hockey (Herren) statt.

## Turniermodus
Die 16 Teilnehmer spielten in 2 Gruppen A und B. Die Ersten und die Zweiten der Gruppen qualifizierten sich für das Halbfinale. Auch die Dritten und Vierten spielten zunächst über Kreuz und dann um die Platzierung 4 bis 8. Die Plätze 9 bis 16 wurden ohne Über-Kreuz-Spiele im direkten Vergleich zwischen den 5. bis 8. der Gruppen ermittelt. In den Entscheidungsspielen wurden solange Verlängerungen gespielt, bis eine Entscheidung gefallen war. So dauerte das Spiel Niederlande – Spanien laut IOC-Bericht 144 Minuten.
Vom 15. bis 22. Oktober 1967 fand ein vorolympisches Hockeyturnier auf dem Lord’s Cricket Ground in London statt, an dem zwölf der 16 Teams teilnahmen. Ausgetragen wurden, wie damals üblich, 30 Freundschaftsspiele. Jedes Team hatte fünf Spiele, eine Gesamtwertung oder Tabelle wurde nicht erstellt.

## Zwei deutsche Mannschaften

Die Olympiaflagge beider deutschen Mannschaften 1968

Nur dieses eine Mal nahmen zwei deutsche Teams an einem olympischen Hockeyturnier teil. Beide Teams spielten in der Gruppe A und trugen am 17. Oktober 1968 das einzige offizielle Länderspiel zwischen ihnen aus, unter derselben Fahne: Schwarz-Rot-Gold mit den olympischen Ringen. West-Deutschland gewann knapp mit 3:2 und qualifizierte sich für das Halbfinale. Dort unterlagen sie Pakistan mit 0:1 n. V. und im Spiel um Bronze Indien mit 1:2. Das DDR-Team gewann das Spiel um Platz 11 gegen Großbritannien mit 2:1 n. V.
Der 11. Platz (von 16) hatte fatale Folgen für den Hockeysport in der DDR: Die Staatsführung versagte dem Deutschen Hockey-Sportverband fortan fast jegliche Förderung und schnitt die Ost-Hockeyspieler für viele Jahre vom Weltgeschehen ab.

## Gruppe A
| Indien und die BR Deutschland qualifizierten sich für das Halbfinale. Spanien und Belgien waren nach Abschluss der Gruppenspiele punktgleich, aber der direkte Vergleich brachte Spanien den 4. Tabellenplatz. |       |                             |           |  |
| 13. Oktober | 10:30 | Neuseeland – Indien         | 2:1 (2:0) |  |
| 13. Oktober | 10:30 | BR Deutschland – Belgien    | 2:0 (0:0) |  |
| 13. Oktober | 12:00 | Japan – Mexiko              | 2:1 (2:0) |  |
| 13. Oktober | 12:00 | DDR – Spanien               | 1:1 (0:1) |  |
| 14. Oktober | 10:30 | Belgien – DDR               | 4:0 (1:0) |  |
| 14. Oktober | 10:30 | Spanien – Japan             | 0:0       |  |
| 14. Oktober | 12:00 | Neuseeland – Mexiko         | 2:0 (0:0) |  |
| 14. Oktober | 12:00 | Indien – BR Deutschland     | 2:1 (1:1) |  |
| 15. Oktober | 11:00 | Spanien – Belgien           | 2:0 (2:0) |  |
| 15. Oktober | 11:00 | Indien – Mexiko             | 8:0 (2:0) |  |
| 15. Oktober | 12:30 | DDR – Neuseeland            | 1:1 (0:0) |  |
| 15. Oktober | 12:30 | BR Deutschland – Japan      | 2:0 (0:0) |  |
| 17. Oktober | 10:30 | BR Deutschland – DDR        | 3:2 (1:1) |  |
| 17. Oktober | 10:30 | Belgien – Mexiko            | 4:0 (1:0) |  |
| 17. Oktober | 12:00 | Neuseeland – Japan          | 1:0 (0:0) |  |
| 17. Oktober | 12:00 | Indien – Spanien            | 1:0 (1:0) |  |
| 18. Oktober | 11:00 | Indien – Belgien            | 2:1 (0:1) |  |
| 18. Oktober | 11:00 | BR Deutschland – Neuseeland | 0:0       |  |
| 18. Oktober | 12:30 | Spanien – Mexiko            | 3:0 (2:0) |  |
| 18. Oktober | 12:30 | DDR – Japan                 | 1:0 (0:0) |  |
| 20. Oktober | 10:30 | DDR – Mexiko                | 2:0 (0:0) |  |
| 20. Oktober | 12:00 | Indien – Japan              | 5:0 (5:0) |  |
| 20. Oktober | 12:00 | Neuseeland – Belgien        | 1:1 (0:0) |  |
| 20. Oktober | 16:00 | BR Deutschland – Spanien    | 2:0 (0:0) |  |
| 21. Oktober | 10:30 | BR Deutschland – Mexiko     | 5:1 (3:1) |  |
| 21. Oktober | 10:30 | Belgien – Japan             | 4:2 (1:1) |  |
| 21. Oktober | 12:00 | DDR – Indien                | 0:1 (0:0) |  |
| 21. Oktober | 16:00 | Neuseeland – Spanien        | 1:1 (0:1) |  |

| Tabelle Gruppe A | Tabelle Gruppe A | Tabelle Gruppe A | Tabelle Gruppe A | Tabelle Gruppe A |
| Platz            | Team             | Spiele           | Tore             | Punkte           |
| ---------------- | ---------------- | ---------------- | ---------------- | ---------------- |
| 1.               | Indien           | 7                | 20:04            | 12               |
| 2.               | BR Deutschland   | 7                | 15:05            | 11               |
| 3.               | Neuseeland       | 7                | 08:04            | 10               |
| 4.               | Spanien          | 7                | 07:05            | 7                |
| 5.               | Belgien          | 7                | 14:09            | 7                |
| 6.               | DDR              | 7                | 07:10            | 6                |
| 7.               | Japan            | 7                | 04:14            | 3                |
| 8.               | Mexiko           | 7                | 02:26            | 0                |

## Gruppe B
| Pakistan gewann alle Gruppenspiele und wurde Erster der Gruppe B. Australien und Kenia trugen ein Entscheidungsspiel um den zweiten Tabellenplatz und dem damit verbundenen Einzug ins Halbfinale aus. In den weniger wichtigen Fällen wie zwischen Frankreich und Großbritannien entschied der direkte Vergleich über die Platzierung. Da Argentinien und Malaysia unentschieden gespielt hatten, entschied hier die Anzahl der Siege. |       |                              |           |              |
| 13. Oktober | 10:30 | Australien – Kenia           | 2:0 (2:0) |              |
| 13. Oktober | 12:00 | Frankreich – Malaysia        | 0:0       |              |
| 13. Oktober | 16:00 | Pakistan – Niederlande       | 6:0 (3:0) |              |
| 13. Oktober | 16:00 | Großbritannien – Argentinien | 2:0 (1:0) |              |
| 14. Oktober | 10:30 | Pakistan – Frankreich        | 1:0 (0:0) |              |
| 14. Oktober | 12:00 | Kenia – Malaysia             | 1:1 (0:1) |              |
| 14. Oktober | 12:00 | Niederlande – Argentinien    | 7:0 (1:0) |              |
| 14. Oktober | 16:00 | Australien – Großbritannien  | 0:0       |              |
| 16. Oktober | 11:00 | Niederlande – Großbritannien | 2:1 (0:1) |              |
| 16. Oktober | 11:00 | Kenia – Frankreich           | 2:0 (0:0) |              |
| 16. Oktober | 12:30 | Malaysia – Argentinien       | 1:1 (1:1) |              |
| 16. Oktober | 12:30 | Pakistan – Australien        | 3:2 (1:2) |              |
| 17. Oktober | 10:30 | Frankreich – Großbritannien  | 1:0 (0:0) |              |
| 17. Oktober | 12:00 | Pakistan – Argentinien       | 5:0 (4:0) |              |
| 17. Oktober | 16:00 | Australien – Malaysia        | 3:0 (2:0) |              |
| 17. Oktober | 16:00 | Kenia – Niederlande          | 2:0 (1:0) |              |
| 19. Oktober | 11:00 | Pakistan – Großbritannien    | 2:1 (1:0) |              |
| 19. Oktober | 11:00 | Kenia – Argentinien          | 2:1 (2:1) |              |
| 19. Oktober | 12:30 | Frankreich – Australien      | 1:0 (0:0) |              |
| 19. Oktober | 12:30 | Niederlande – Malaysia       | 1:0 (1:0) |              |
| 20. Oktober | 10:30 | Niederlande – Frankreich     | 1:0 (0:0) |              |
| 20. Oktober | 10:30 | Kenia – Großbritannien       | 3:0 (2:0) |              |
| 20. Oktober | 12:00 | Australien – Argentinien     | 3:1 (1:1) |              |
| 20. Oktober | 16:00 | Pakistan – Malaysia          | 4:0 (1:0) |              |
| 21. Oktober | 10:30 | Argentinien – Frankreich     | 1:0 (1:0) |              |
| 21. Oktober | 12:00 | Pakistan – Kenia             | 2:1 (2:0) |              |
| 21. Oktober | 12:00 | Australien – Niederlande     | 2:0 (0:0) |              |
| 21. Oktober | 16:00 | Großbritannien – Malaysia    | 2:0 (1:0) |              |
| Entscheidungsspiel um den 2. Tabellenplatz: |       |                              |           |              |
| 22. Oktober |       | Australien – Kenia           | 3:2 (1:1) | um Platz 2 B |

| Tabelle Gruppe B | Tabelle Gruppe B | Tabelle Gruppe B | Tabelle Gruppe B | Tabelle Gruppe B |
| Platz            | Team             | Spiele           | Tore             | Punkte           |
| ---------------- | ---------------- | ---------------- | ---------------- | ---------------- |
| 1.               | Pakistan         | 7                | 23:04            | 14               |
| 2.               | Australien       | 7                | 12:05            | 9                |
| 2.               | Kenia            | 7                | 11:06            | 9                |
| 4.               | Niederlande      | 7                | 11:11            | 8                |
| 5.               | Frankreich       | 7                | 02:05            | 5                |
| 6.               | Großbritannien   | 7                | 06:08            | 5                |
| 7.               | Argentinien      | 7                | 04:20            | 3                |
| 8.               | Malaysia         | 7                | 02:12            | 3                |

## Halbfinale, Platz 5–8
| 23. Oktober | 11:00 | Niederlande – Neuseeland  | 3:1 (0:0)            | Platz 5–8   |
| 23. Oktober | 12:30 | Spanien – Kenia           | 2:1 (2:1)            | Platz 5 – 8 |
| 24. Oktober | 11:00 | Australien – Indien       | 2:1 n. V. (1:1, 0:1) | Halbfinale  |
| 24. Oktober | 12:45 | BR Deutschland – Pakistan | 0:1 n. V. (0:0, 0:0) | Halbfinale  |

## Finale
| 23. Oktober | 12:30 | Malaysia – Mexiko       | 1:0 (0:0)            | um Platz 15 |
| 23. Oktober | 12:30 | Japan – Argentinien     | 2:0 (1:0)            | um Platz 13 |
| 23. Oktober | 11:00 | DDR – Großbritannien    | 2:1 n. V. (1:1, 1:0) | um Platz 11 |
| 23. Oktober | 11:00 | Belgien – Frankreich    | 3:0 (2:0)            | um Platz 9  |
| 25. Oktober | 11:00 | Neuseeland – Kenia      | 2:0 (1:0)            | um Platz 7  |
| 25. Oktober | 12:45 | Niederlande – Spanien   | 1:0 n. V. (0:0, 0:0) | um Platz 5  |
| 26. Oktober | 11:00 | Indien – BR Deutschland | 2:1 (0:1)            | um Platz 3  |
| 26. Oktober | 12:45 | Pakistan – Australien   | 2:1 (1:0)            | Endspiel    |

| Rangliste | Rangliste      |
| Platz     | Team           |
| --------- | -------------- |
| 1.        | Pakistan       |
| 2.        | Australien     |
| 3.        | Indien         |
| 4.        | BR Deutschland |
| 5.        | Niederlande    |
| 6.        | Spanien        |
| 7.        | Neuseeland     |
| 8.        | Kenia          |
| 9.        | Belgien        |
| 10.       | Frankreich     |
| 11.       | DDR            |
| 12.       | Großbritannien |
| 13.       | Japan          |
| 14.       | Argentinien    |
| 15.       | Malaysia       |
| 16.       | Mexico         |

## Medaillengewinner
| | | | 4 |
| Pakistan | Australien | Indien | BR Deutschland |
| --- | --- | --- | --- |
| Laeeq Ahmed Riaz Ahmed Gulraiz Akhtar Saeed Anwar Muhammad Asad Malik Muhammad Ashfaq Tariq Aziz Jehangir Ahmed Butt Farooq Ahmad Khan Tanvir Ahmed Dar Khalid Mahmood Zakir Hussain Tariq Niazi Abdul Rashid Fazal Rehman Qazi Salahuddin Anwar All Shah Riaz ud-Din | Arthur Busch Paul Dearing Raymond Evans Brian Glencross Robert Haigh Donald Martin James Mason Donald McWatters Patrick Nilan Eric Pearce Gordon Pearce Julian Pearce Desmond Piper Fred Quine Ronald Riley Donald Smart | Rajendran Christie Perumal Krishnamurthy John Peter Inam-ur Rahman Munir Sait Ajitpal Singh Prithipal Singh Gurbux Singh Dharam Singh Balbir Singh I Balbir Singh II Balbir Singh III Harmik Singh Jagjit Singh Harbinder Singh Tarsem Singh Inder Singh Gurbaksh Singh | Utz Aichinger Wolfgang Baumgart Hermann End Klaus Greinert Friedrich Josten Carsten Keller Detlev Kittstein Michael Krause Günther Krauss Dirk Michel Wolfgang Müller Wolfgang Rott Fritz Schmidt Norbert Schuler Ulrich Sloma Eckardt Suhl Uli Vos Jürgen Wein |

## Team DDR
| DDR |
| --- |
| Klaus Bahner Horst Brennecke Dieter Ehrlich Karl-Heinz Freiberger Rüdiger Kasch Dieter Willi Klauß Gerhard Krieger Lothar Lippert Jürgen Müller Helmut Rabis Hans-Dietrich Sasse Reinhart Sasse Rainer Stephan Axel Thieme Rolf Thieme Klaus Träumer Eckhard Wallossek |